# Sankt Peter am Ottersbach
Sankt Peter am Ottersbach osztrák mezőváros Stájerország Délkelet-stájerországi járásában. 2017 januárjában 2953 lakosa volt.

## Elhelyezkedése

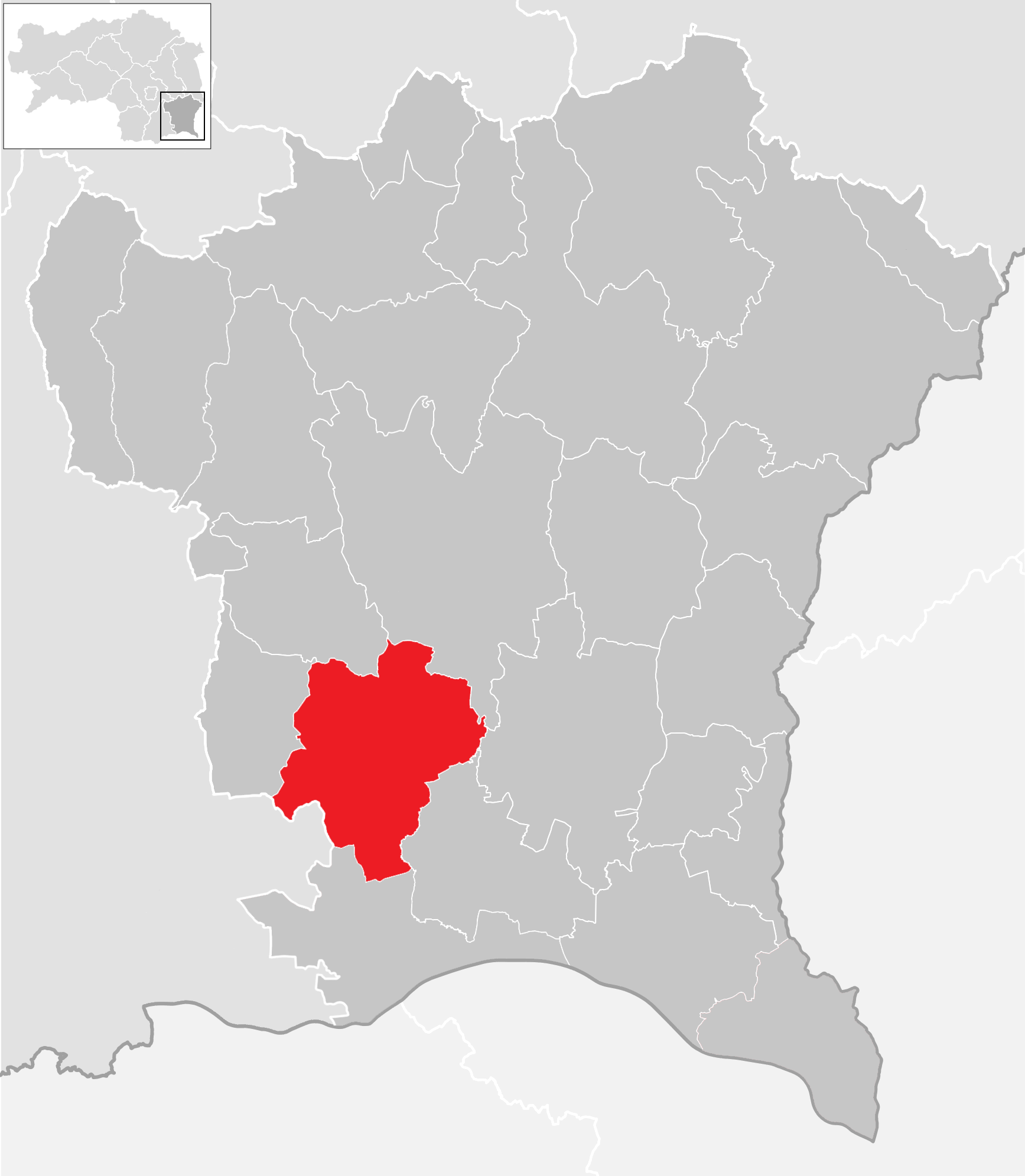
Sankt Peter am Ottersbach a Délkelet-stájerországi járásban

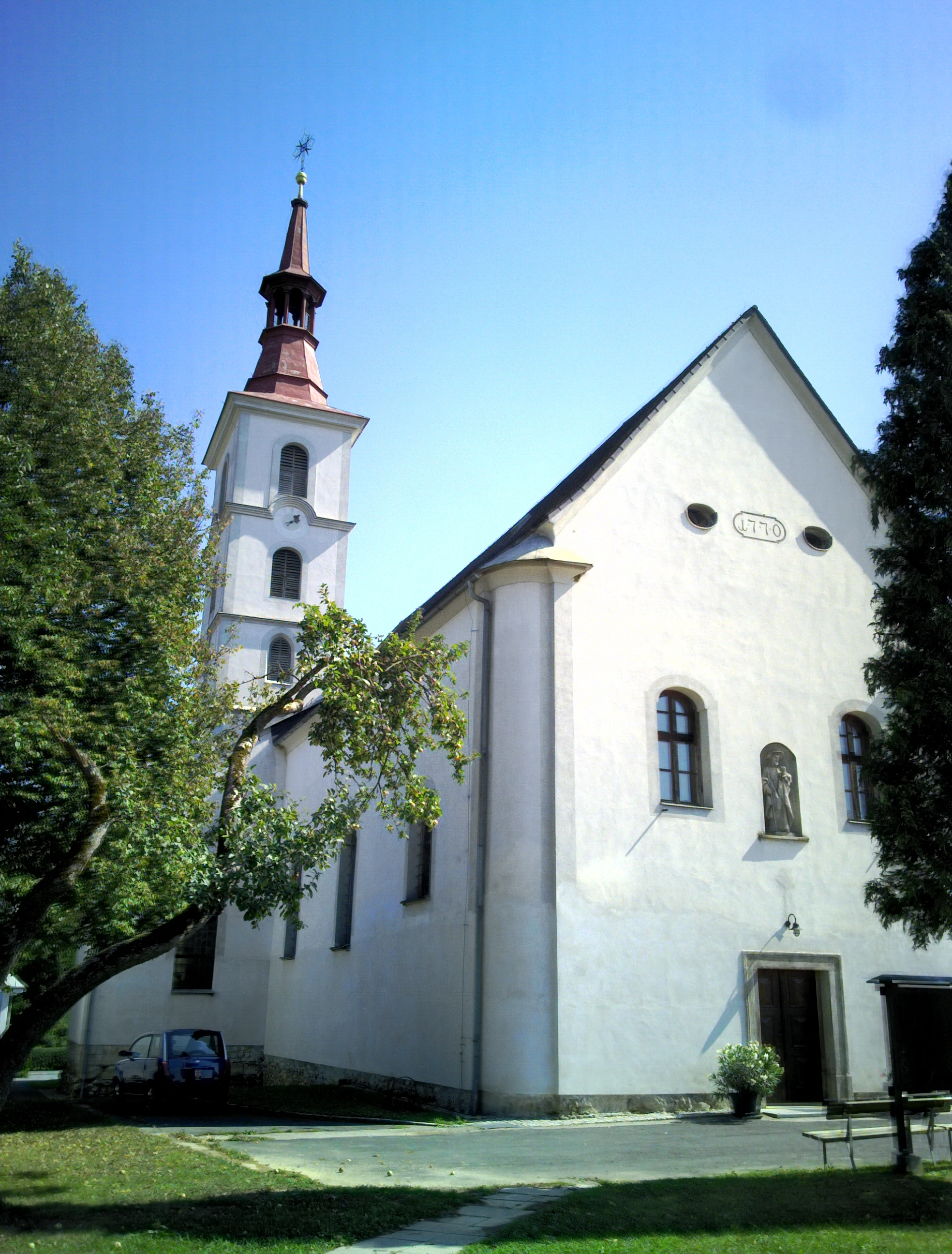
A Szt. Péter-plébániatemplon

Sankt Peter am Ottersbach a Kelet-Stájerország régióban, a Kelet-stájer dombságon fekszik az Ottersbach (a Mura bal oldali mellékfolyója mentén). Környékét erdőkkel, szőlőkkel, gyümölcsösökkel, szántóföldekkel tarkított dombok és völgyek jellemzik. Sankt Peter a délstájer borvidék része, ismert boráról. Az önkormányzat 9 települést egyesít (Oberrosenberg kivételével valamennyit a saját katasztrális községében): Bierbaum am Auersbach (450 lakos), Dietersdorf am Gnasbach (367), Edla (214), Entschendorf am Ottersbach (245), Oberrosenberg (84), Perbersdorf bei Sankt Peter (335), Sankt Peter am Ottersbach (739), Wiersdorf (159), Wittmannsdorf (423).
A környező önkormányzatok: nyugatra Mettersdorf am Saßbach, északnyugatra Jagerberg, északkeletre Gnas, keletre Straden, délkeletre Deutsch Goritz, délre Mureck, délnyugatra Sankt Veit in der Südsteiermark.

## Története
St. Peter am Ottersbach közel 800 éves település. A községi önkormányzat az 1848-as bécsi forradalom után 1850-ben alakult meg. Az első világháború után összetűzésekre került sor Jugoszláviával a térség hovatartozását illetően. Miután Ausztria 1938-ban csatlakozott a Német Birodalomhoz, St. Peter a Stájerországi reichsgauhoz tartozott. A második világháború után 1945-1955 között a brit megszállási zónába került. A település gazdasági és kulturális jelentősége miatt a tartományi kormányzattól 1974-ben mezővárosi státuszt kapott. A 2015-ös stájerországi közigazgatási reform során az addig önálló Bierbaum am Auersbach és Dietersdorf am Gnasbach községeket a mezővároshoz csatolták.

## Lakosság
A Sankt Peter am Ottersbach-i önkormányzat területén 2017 januárjában 2953 fő élt. A lakosságszám 1971 óta (akkor 3906 fő) folyamatosan csökken. 2015-ben a helybeliek 96,8%-a volt osztrák állampolgár; a külföldiek közül 1% a régi (2004 előtti), 1,4% az új EU-tagállamokból érkezett. 2001-ben a lakosok 97,2%-a római katolikusnak, 0,9% evangélikusnak, 0,8% muszlimnak, 0,8% pedig felekezet nélkülinek vallotta magát.

## Látnivalók
- a Szt. Péter-plébániatemplom
- a kálváriatemplom

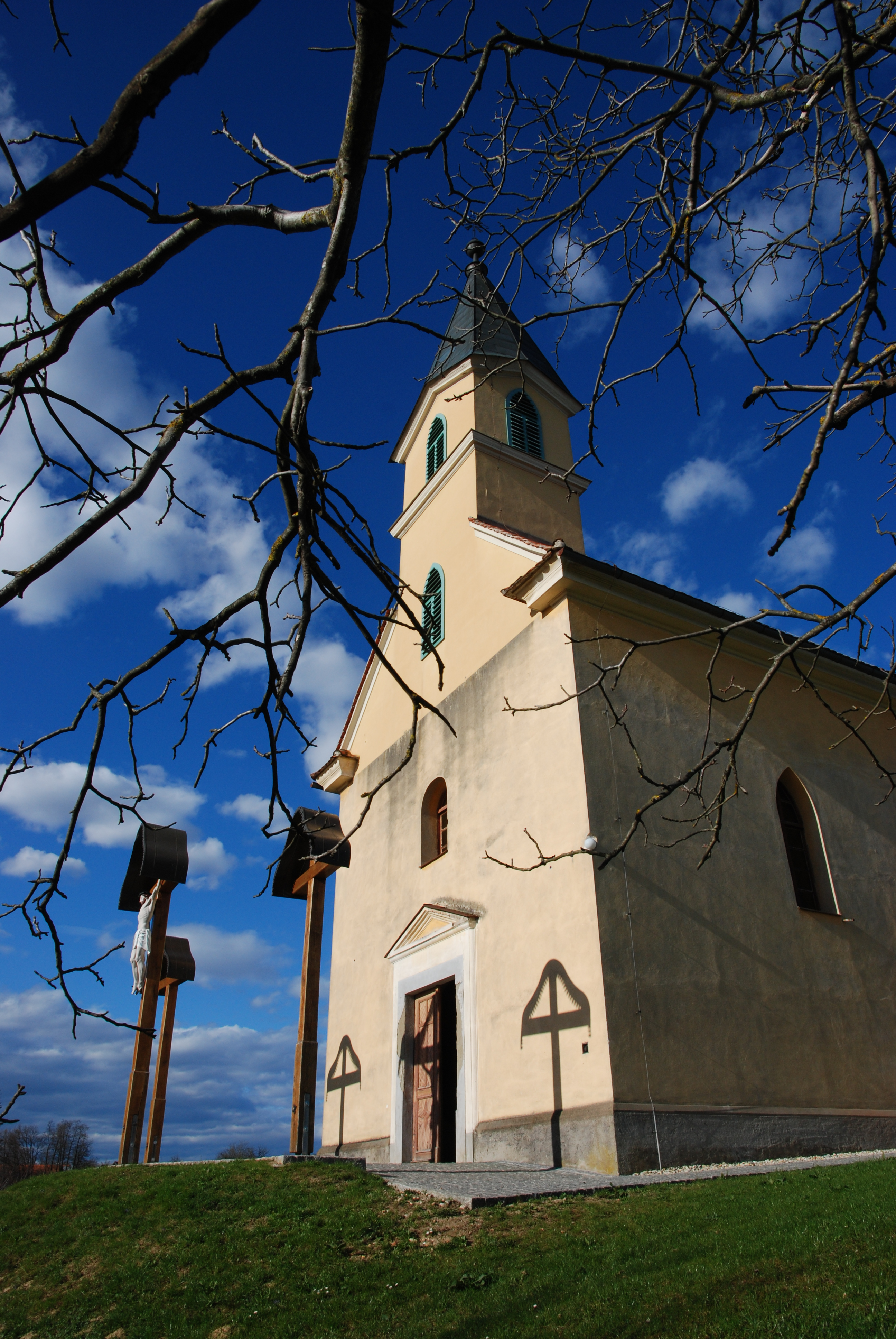
A kálváriatemplom

- a bierbaumi Szentháromság-plébániatemplom
- a bierbaumi Fatima-kápolna
- a ditersdorfi Szentháromság-templom
- Edla Szűz Mária-kápolnája
- Entschendorf Szűz Mária-kápolnája
- a Weinwarte-kilátótorony
- traktormúzeum
- mezőgazdasági múzeum
- a rosenbergi rózsakert

## Fordítás
- Ez a szócikk részben vagy egészben  a   Sankt Peter am Ottersbach című német Wikipédia-szócikk ezen változatának fordításán alapul.  Az eredeti cikk szerkesztőit annak laptörténete sorolja fel. Ez a jelzés csupán a megfogalmazás eredetét és a szerzői jogokat jelzi, nem szolgál a cikkben szereplő információk forrásmegjelöléseként.